# Le formiche della città morta
Le formiche della città morta è un film del 2013 diretto da Simone Bartolini.
La pellicola è prodotta e distribuita dallo stesso regista, alla sua opera prima, in collaborazione con la NeroFilm di Gregory J Rossi. Il film tratta la piaga della tossicodipendenza nell'ambiente romano.

## Trama
Roma, una giornata come tante nella vita di Simon Pietro, rapper, eroinomane e spacciatore alla deriva, disperato, senza lavoro e con un cospicuo debito nei confronti del violento Alfio. Fra ricordi di una vita passata ed amori perduti, spaccio e consumo di droga, attorno a lui tira a campare un microcosmo di personaggi, persi come lui fra le vie di una città senza pietà.
Simon è comunque un bravo ragazzo che cerca di aiutare sempre tutti... anche se spesso pensa prima a se stesso.

## Produzione
Protagonista del film è Simon Pietro Manzari, conosciuto come Simon P nel collettivo rap Quarto Blocco, alla sua prima esperienza cinematografica, come per tanti altri componenti del cast.
Il budget del film è striminzito anche per un'opera prima indipendente ed auto-prodotta e si aggira intorno ai 18'000 euro, includendovi anche le spese di distribuzione. La maggior parte del budget è stato inoltre utilizzato per pagare il lavoro delle maestranze, ovvero la piccola troupe composta da poche figure essenziali per la riuscita del progetto.
Le riprese hanno inizio nel giugno del 2011 e durano complessivamente tre settimane. Per quanto riguarda la post-produzione, e visto il budget così basso, i tempi si allungano a dismisura, tanto che per il solo montaggio il regista e Raoul Torresi, che è anche il direttore della fotografia, vi lavorano per ben sei mesi ininterrottamente. Anche per il missaggio audio i tempi sono lunghi e il regista lavora insieme a Valeria Cocuzza per un mese intero.
Nel film tra le comparse appare anche Silvano Albanese, in arte Coez, nella parte di sé stesso.

## Colonna sonora
Nella colonna sonora sono presenti musiche di: Simon P, Noyz Narcos, Chicoria, Tiromancino feat. Fabri Fibra, Achille Lauro, Prescription Pills, In Cold Blood, Confield e Taste the Floor. Mentre i brani della colonna sonora originale sono stati composti da Pasquale Citera, Mattia Cutolo (in arte Banf) e Tomaso Pignocchi (in arte Bra e/o Barabba).

## Distribuzione
Presentato in concorso al Riff - Rome Independent Film Festival il 6 aprile 2013, è uscito in sala nel marzo 2014.
La prima proiezione nell'aprile 2013 come concorrente finalista per il Roma Independent Film Festival, nel Nuovo Cinema Aquila del Pigneto. Vista l'affluenza inaspettata di spettatori gli organizzatori, oltre alla sala grande, si videro costretti a fare una seconda proiezione parallela in un'altra sala.
A partire dal marzo 2014 viene proiettato in alcuni cinema ad Agrigento, Roma, Bologna e Genova. Nel gennaio 2015 partecipa alla rassegna COFFI Italian Film & Art Festival di Berlino e nel febbraio 2015 viene proiettato al cinema LAB111 di Amsterdam.